# جوش فيلا
جوش فيلا (بالإنجليزية: Josh Vela)‏ (14 ديسمبر 1993 في المملكة المتحدة - ) هو لاعب كرة قدم بريطاني في مركز الوسط. لعب مع بولتون واندررز ونوتس كاونتي.

## وصلات خارجية
- جوش فيلا على موقع قاعدة بيانات كرة القدم.إي يو (الإنجليزية)
- جوش فيلا على موقع Soccerbase.com (لاعب) (الإنجليزية)
- جوش فيلا على موقع Soccerway.com (الإنجليزية)
- جوش فيلا على موقع عالم كرة القدم.نت (الإنجليزية)